# Wacholderdüne Sebbelheide
Die Wacholderdüne Sebbelheide ist ein Naturschutzgebiet in Haltern am See. Es ist 2 Hektar groß und nach der naheliegenden Ansiedlung Sebbel benannt. Zusammen mit der 800 Meter westlich gelegenen Westruper Heide bildet es einen Biotopverbund.
Das 1939 erstmals als Naturschutzgebiet ausgewiesene Gelände besteht aus einem 200 Meter langen Dünenstreifen, der isoliert innerhalb eines Kiefernwaldes liegt. Von der ursprünglichen Heidelandschaft sind inzwischen nur noch Reste und Randsäume erhalten. Im Norden ist die Fläche mit undurchdringlichem, teilweise bereits absterbenden Wacholdergebüsch bewachsen, im Süden verbuscht die Fläche durch die Ansiedlung der Pionierpflanze Birke, im Westen ist ein schmaler Magerrasenstreifen vorhanden. Fast die Hälfte des Gebietes nimmt ein Kiefernmischwald mit einheimischen Laubbaumarten ein.
2008 wurde die Sebbelheide erneut als Schutzgebiet ausgewiesen. Allerdings wurde auch auf die Notwendigkeit eines Pflege- und Entwicklungsplanes (PEPL) hingewiesen, Ziel ist die Wiederherstellung eines Dünengeländes mit Wacholder- und Besenheidenflächen.
Typische Pflanzenarten sind außerdem Brombeeren, Sand-Birke und Sand-Segge, Silbergras, Straußgras und Schaf-Schwingel, Faulbaum, Draht-Schmiele und Kleiner Dornfarn.